# 杖藤
杖藤（学名：Calamus rhabdocladus），为棕榈科省藤属下的一个植物变种。又名華南省籐。